# Strålsäkerhetsmyndigheten
Strålsäkerhetsmyndigheten (SSM) är en svensk statlig förvaltningsmyndighet för strålskydd och kärnsäkerhet. Myndighetens verksamhet omfattar frågor om skydd av människors hälsa och miljön mot skadlig verkan av joniserande och icke-joniserande strålning, säkerhet i kärnteknisk verksamhet samt icke-spridning av kärnvapen. Förutom kärnkraft ser myndigheten även till annat som är strålningsrelaterat; bland annat radon, mobiltelefoner, solarier. Den ska vara pådrivande i frågor som syftar till bättre strålskydd och ökad kärnsäkerhet.
Myndigheten, som sorterar under Klimat- och näringslivsdepartementet, bildades den 1 juli 2008 genom en sammanslagning av Statens kärnkraftsinspektion och Statens strålskyddsinstitut.
Den 31 augusti 2017 beslutade regeringen att från och med den 1 oktober 2018 utlokalisera delar av myndighetens verksamhet, inklusive generaldirektörens kansli, till Katrineholm.
Myndigheten är från 1 oktober 2022 beredskapsmyndighet och ingår i beredskapssektorerna energiförsörjning samt räddningstjänst och skydd av civilbefolkningen.

## Strålsäkerhetsmyndighetens författningssamling
Strålsäkerhetsmyndighetens författningssamling innehåller föreskrifter. De är bindande, vilket innebär att de måste följas av de verksamheter som berörs av föreskriftens innehåll. Till vissa föreskrifter ger myndigheten även ut allmänna råd. De är inte bindande utan fungerar som rekommendationer för hur myndigheten anser att föreskrifter och lagar bör uppfyllas.

## Generaldirektörer
- 2008–2012 Ann-Louise Eksborg, den nya myndighetens första generaldirektör 2008, som avgick med pension 2012
- 2012–2019 Mats Persson[4]
- 2019–2023 Nina Cromnier[5]
- 2024– Michael Knochenhauer (tillförordnad maj 2023, ordinarie februari 2024)[6][7]

## Klassificering av strålningsrelaterade incidenter
INES står för International Nuclear and Radiological Event Scale och det är en internationell skala som används för att förklara säkerhetsbetydelsen av kärnkrafts- och strålningsrelaterade händelser till allmänhet och media. Sverige har använt skalan sedan 1991 och SSM är svensk INES-koordinator och rapporterar Sveriges INES-klassade händelser till IAEA.

## Strålsäkerhetsmyndighetens uppgifter i krig
Strålsäkerhetsmyndigheten (SSM) har en central roll i Sveriges totalförsvar och krisberedskap, särskilt inom strålsäkerhetsområdet. Under krig eller höjd beredskap ansvarar SSM för att upprätthålla och samordna den nationella strålskyddsberedskapen. Detta innebär att myndigheten övervakar och hanterar händelser som involverar strålning eller radioaktiva ämnen, samt ger råd och rekommendationer till andra myndigheter och aktörer för att minimera påverkan på människor och miljö. 
Som beredskapsmyndighet inom sektorn för räddningstjänst och skydd av civilbefolkningen deltar SSM i den gemensamma beredskapsplaneringen och ska kunna fungera effektivt även under höjd beredskap eller krig. Myndigheten arbetar proaktivt för att säkerställa handlingskraft vid fredstida krissituationer samt vid krig och krigsfara.
SSM har en dygnet runt-beredskap via SOS Alarm för att snabbt kunna agera vid olyckor eller incidenter med strålning, både nationellt och internationellt. Vid sådana händelser bistår myndigheten med att värdera den tekniska hotbilden och ger rekommendationer för att skydda samhällets funktioner samt människors hälsa och säkerhet. Målet är att förhindra akuta strålskador, minska långsiktiga strålningseffekter och begränsa samhälleliga konsekvenser av strålningsolyckor. 

## Rysslands invasion av Ukraina och höjd beredskap
Tisdagen 1 mars 2022 meddelade Strålsäkerhetsmyndigheten att de höjde sin beredskap för att hantera en "radiologisk nödsituation" som ett resultat av den ryska invasionen av Ukraina som inleddes den 24 februari 2022. Man förberedde sig bland annat för att kunna hantera följderna av insatser med kärnvapen. I samband med kriget hade Rysslands president Vladimir Putin hotat västvärlden med kärnvapen, och bland annat höjt beredskapen hos de ryska strategiska kärnvapenstyrkorna.